# Masacre de Chekka
La Masacre de Chekka (en árabe: مجزرة شكا - Majzarat Chekka) ocurrió en la madrugada del 4 y 5 de julio de 1976, cuando combatientes pertenecientes al izquierdista Movimiento Nacional Libanés, la OLP y algunos miembros de Fatah mataron a unas 200 personas en los pueblos cristianos de Chekka, de mayoría maronita, y Hamat, de mayoría ortodoxa, durante la guerra civil libanesa. La masacre sucedió como respuesta a la caída y subsecuente masacre del campo de refugiados palestino de Tel el Zaatar a manos de los cristianos derechistas, en especial las Falanges.

## Combates alrededor de Chekka
Desde Trípoli, una ofensiva en represalia por el Sitio de Tel el Zaatar fue comenzado con un bombardeo que duró más de dos horas por la OLP y un grupo islamista llamado Jundallah, junto a miembros del Ejército Árabe del Líbano, pertenecientes al Movimiento Nacional Libanés. Dentro de los atacantes, había mercenarios sirios, paquistaníes, libios, sudaneses, y somalíes. La ofensiva del MNL y la OLP tenía como finalidad expulsar a las fuerzas del Frente Libanés (FL) del área y cortar sus suministros al tomar la ciudad de Batroun, en el norte del Líbano, de gran importancia estratégica para ambos bandos. El ataque, conformado por más de tres mil hombres, se centró en Kfar Hazir y Enfeh para capturar Chekka, en Ras Nhash para tomar Hamat, donde se encontraba el túnel de Ras el Chaqaa hacia el Mar Mediterráneo, además de bombardear a las carreteras aledañas.
Enfeh fue capturado por el Ejército Árabe del Líbano, el cual se acercaba peligrosamente a Chekka y Hamat, causando que el Frente Libanés y sus organizaciones (Falanges Libanesas, Guardianes de los Cedros, Ahrar, Tanzim, entre otras) se movilizaran rápidamente a la zona, estableciendo un área de operaciones entre Batroun, Amioun, y Ain Akrine, todo con el fin de evitar la caída de Chekka y una posible entrada a Keserwan, el principal bastión del bando derechista del conflicto. Por órdenes de Bashir Gemayel, los Falangistas posicionados en Kfarabida se movilizaron bajo el liderazgo de Edmond Sahyoun y tomaron varios monasterios cercanos para evitar que los palestinos los tomaran primero y posicionaran su artillería en ellos.

## La Masacre
Entre el 4 y 5 de julio de 1976, el grupo Jundallah entró en Chekka y Hamat. En las 24 horas siguientes, murieron más de 200 civiles; los combatientes del MNL y Fatah comenzaron a saquear y quemar casas, matando a sus residentes con cuchillos y bayonetas, incluyendo a varios niños y ancianos. Los civiles intentaron desplazarse y escapar a través del túnel de Ras el Chaqaa hacia Batroun, el cual fue bloqueado por las fuerzas izquierdistas, las cuales quemaron varios automóviles, acabando en varios fallecimientos por quemaduras y asfixia. Algunos residentes también fueron sacados de sus vehículos y fusilados o decapitados, y otros fueron blanco de francotiradores.
En Chekka, había alrededor de 4,200 habitantes, lo que significa que aproximadamente el 4% de su población de la época fue asesinada a manos de Fatah y el MNL.

## Consecuencias
Después de los hechos, varios miembros de las Falanges Libanesas (y su milicia, los Kataeb) provenientes de Amchit y un pequeño grupo de combatientes de los Guardianes de los Cedros/Tanzim de Batroun lucharon contra Fatah en Hamat y los expulsaron de allí, capturando varios lanzamisiles y cañones en el proceso. Unas cuantas horas después, los combatientes del Frente Libanés se encontraron con 1,200 refuerzos en el túnel de Ras el Chaqaa, en especial, de la Brigada B.G. y la división de Rmeil, bajo Samy Khoueiry y Amine Gemayel.

### Batalla de Koura
Junto al Ejército de Liberación de Zgharta y la Brigada Qadisha (la milicia personal de la familia Bashrawi), los Falangistas avanzaron y retomaron Chekka, obteniendo un gran apoyo de la población civil. El 7 de julio, el ELZ bajo Tony Frangieh recuperó Chekka. En la Batalla de Koura, se luchó contra el PSNS y la OLP en Ain Akrine y Amioun, obteniendo una rápida victoria que expulsó a los izquierdistas de la región.
La masacre causó que el PSNS perdiera popularidad en los pueblos aledaños a Batroun, ya que dicho partido luchaba del lado de los perpetradores. La mayoría de habitantes de Hamat eran cristianos ortodoxos tradicionalmente leales al Partido Social Nacionalista Sirio (PSNS), que comenzaron a mostrar más apoyo hacia las Falanges después de las matanzas.